# Valeriana henrici
Valeriana henrici là một loài thực vật có hoa trong họ Kim ngân. Loài này được (Graebn.) B. Eriksen miêu tả khoa học đầu tiên năm 1989.